# Cybereason
 (avril 2020).
Si vous disposez d'ouvrages ou d'articles de référence ou si vous connaissez des sites web de qualité traitant du thème abordé ici, merci de compléter l'article en donnant les références utiles à sa vérifiabilité et en les liant à la section « Notes et références ».
Cybereason est une entreprise de technologie de cyber-sécurité fondée en 2012 par des experts en cyber-sécurité, dont Lior Div (PDG), Yossi Naar (Directeur de la vision d'entreprise) et Yonatan Striem-Amit (Directeur technique). Le siège de l'entreprise se trouve à Boston dans le Massachusetts, avec également des bureaux à Londres au Royaume- Uni, Tokyo au Japon et à Tel Aviv, en Israël.

## Histoire
Cybereason a été fondée et constituée au Delaware, aux États-Unis, en juillet 2012.
En 2014, Cybereason a établi son siège à Boston. En 2014, Cybereason a levé des capitaux au cours d'un cycle de financement de série A auprès de Charles River Ventures. Au total, Cybereason signale une levée de capitaux de 88,6 millions de dollars lors de cycles de financement et a reçu 59 millions de dollars de Softbank au cours de son cycle de série C en 2015.
En avril 2016, Cybereason a formé une entreprise conjointe avec SoftBank, Cybereason Japan Corp, qui est située à Tokyo, au Japon. En août 2016, Cybereason a créé une filiale au Royaume-Uni. En décembre 2016, Cybereason a lancé un produit logiciel de consommation gratuite pour la prévention des rançongiciels appelé RansomFree. RansomFree a été téléchargé par plus de 500 000 personnes avant d'arriver en fin de vie en novembre 2018.
En mai 2017, les chercheurs de Cybereason ont découvert une menace persistante avancée à grande échelle en Asie, Operation Cobalt Kitty. En juin 2017, Cybereason a lancé Malicious Life, un podcast qui raconte les anecdotes inconnues qui jalonnent l'histoire de la cyber-sécurité, avec des commentaires et des réflexions de la part de vrais pirates informatiques, d'experts en sécurité, de journalistes et de leaders politiques. En juin 2017, les chercheurs de Cybereason ont découvert un vaccin contre le rançongiciel NotPetya. En 2017, Cybereason a établi des bureaux à Londres, en Angleterre. En octobre 2017, les chercheurs de Cybereason ont découvert un vaccin contre le rançongiciel Bad Rabbit.
En 2018, Cybereason a lancé le film The Defenders, un aperçu des coulisses des cyber-attaques et des personnes chargées de les stopper. En 2018, Cybereason a annoncé officiellement un partenariat avec ARM pour devenir un des pionniers de la protection pour l'écosystème IoT (Internet des objets). En 2018, Cybereason s'est développée officiellement pour offrir des services de sécurité internationaux comprenant des services de surveillance, de réponse et de recherche de menaces 24h sur 24, 7 jours sur 7, avec un modèle « Follow the Sun ».
En 2019, Cybereason a découvert une opération d'espionnage commandée par un État-nation tirant profit des opérateurs de télécommunications, Operation Soft Cell.
En 2021, l'entreprise a identifié une opération d'espionnage contre le concepteur des sous-marins nucléaires russes.

## Produit
Cybereason offre une plateforme de protection des endpoints. « Il s'agit d’agents au niveau des endpoints qui communiquent avec un "moteur de recherche de menaces" dans le cloud. » Elle offre un logiciel antivirus de nouvelle génération, Endpoint Detection and Response, avec un agent et une suite de services managés.
Cybereason propose une plateforme de protection des terminaux[réf. souhaitée]. Il fournit un logiciel antivirus, Endpoint Detection and Response avec un seul agent et une suite de services gérés.
Nocturnus est la branche de recherche de sécurité de Cybereason. C'est un groupe d'experts en cyber-sécurité avec une vaste expérience en matière de cyber-attaque et de cyber-défense provenant de différents groupes de sécurité se concentrant sur des recherches avancées innovantes. Cette équipe a passé des années à étudier l'attaquant et à défendre contre certaines des cyber-attaques les plus avancées au monde.
L'équipe Nocturnus est spécialisée dans la découverte de nouvelles méthodologies d'attaque, la réalisation d'une ingénierie inversée sur les logiciels malveillants et l'exposition de nouvelles vulnérabilités de système. Nocturnus a été la première à découvrir un vaccin pour deux des cyber-attaques les plus importantes de 2017 : NotPetya et Bad Rabbit (en).
En octobre 2022, Cybereason a engagé JPMorgan Chase pour tenter de trouver un repreneur.